# Пєвцов Геннадій Володимирович
Геннадій Володимирович Пєвцов — головний редактор журналу «Наука і техніка Повітряних Сил Збройних Сил України», заслужений діяч науки і техніки України, доктор технічних наук, професор.

## З життєпису
Напрями наукових досліджень:
- синтез гібридних алгоритмів прийняття рішень в умовах стохастичної і нечіткої невизначеності
  - у організаційних і технічних автоматизованих системах прийняття рішень,
  - автоматичних системах розпізнавання образів й ситуацій,
  - автоматичних системах обробки інформації і прогнозування ситуацій;
- інформаційний захист регіонів і угруповань військ за умов гібридних воєн для вирішення проблем забезпечення інформаційної безпеки держави та досягнення переваги при інформаційно-психологічній боротьбі.

Є автором понад 700 публікацій, зокрема 10 підручників і навчальних посібників, 9 монографій.

### Серед патентів
- «Канал вимірювання похилої дальності до літальних апаратів для ЛІВС з можливістю розпізнавання літального апарата», 2011, співавтори Васильєв Дмитро Геннадійович, Коломійцев Олексій Володимирович, Можаєв Олександр Олександрович, Приходько Володимир Мусійович, Приходько Дмитро Петрович, Рисований Олександр Миколайович, Сачук Ігор Іванович, Хударковський Костянтин Ігорович.